# Euphorbia pulcherrima
Euphorbia pulcherrima Willd., 1834, nota come poinsettia o stella di Natale, è una pianta ornamentale della famiglia delle Euforbiacee  originaria di Messico e Guatemala.
All'interno del suo tronco e dei suoi rami vi è una sostanza lattiginosa (il lattice), leggermente irritante per la pelle.

## Etimologia
Il nome "Poinsettia" deriva da Joel Roberts Poinsett, il primo ambasciatore degli Stati Uniti in Messico, il quale introdusse la pianta negli Stati Uniti nel 1825.
Altri nomi comuni della poinsettia sono: Mexican flame leaf, Christmas star, Winter rose, Noche Buena, Lalupatae, Atatürk çiçeği («fiore di Atatürk», in Turchia), Αλεξανδρινό (traslitterato Alexandrinò, cioè Alessandrino, in Grecia).

## Descrizione

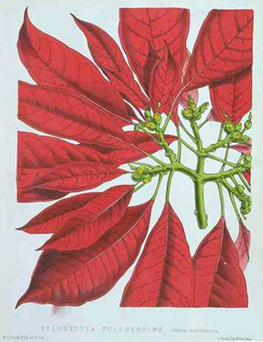

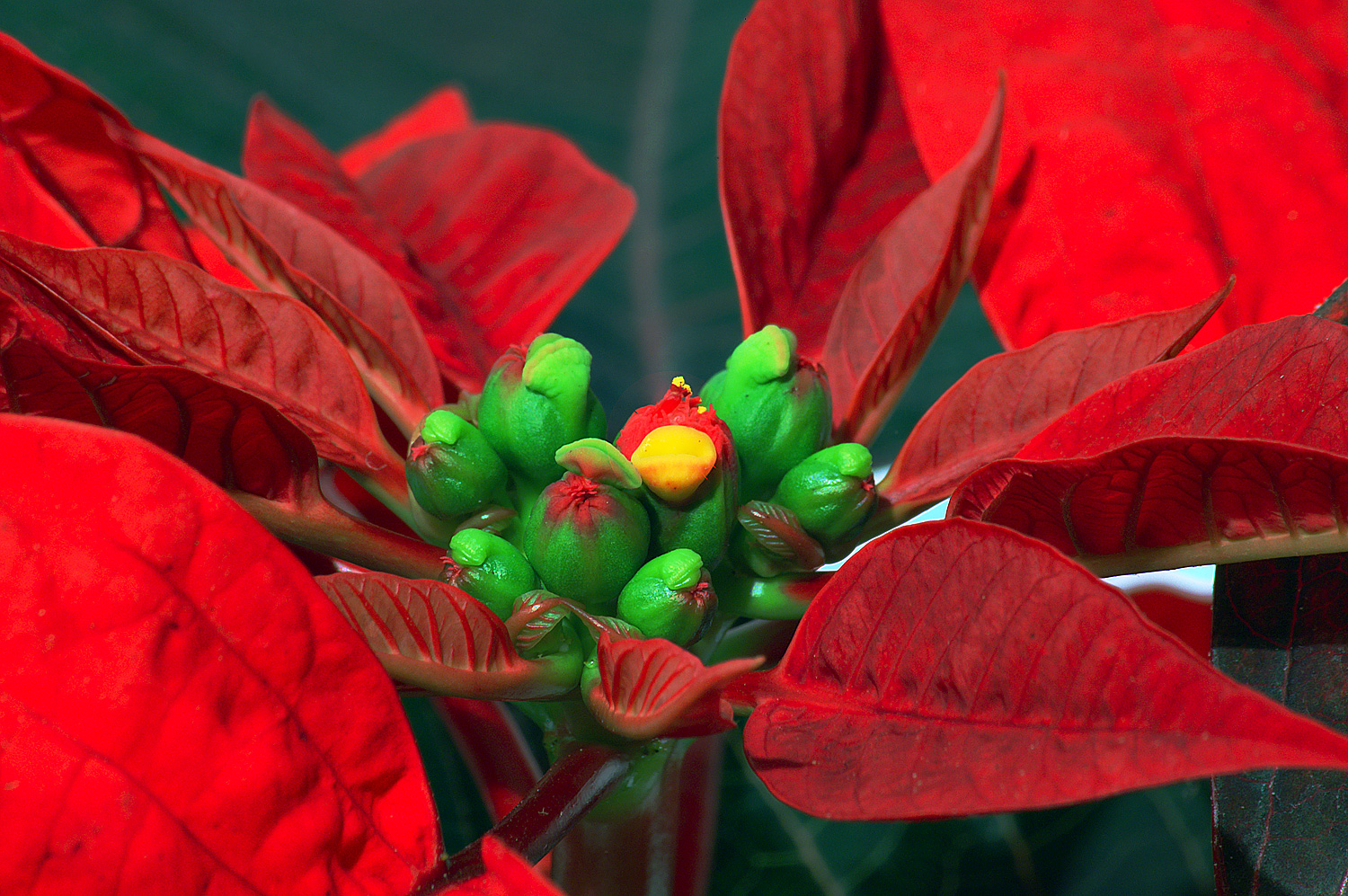

Allo stato selvatico, può raggiungere anche un'altezza fra i due e i quattro metri.
La sua bellezza è senza dubbio la fioritura ma, al contrario di quello che si può pensare, il suo fiore, detto ciazio, con petali e sepali disposti a coppa, non è rosso ma di colore giallo e circondato da una corona di cinque brattee rosse (sebbene ve ne siano anche di colore rosa var. Annette Hegg Pink; bianco var. Annette Hegg White e rosso acceso var. Annette Hegg Supreme).
È una pianta tipicamente fotoperiodica o brevidiurna; per questo la sua fioritura avviene in pieno inverno quando le giornate sono più corte. Una buona luminosità favorisce una crescita rigogliosa ma per avere una buona fioritura la pianta deve stare per buona parte della giornata al buio. Andrà quindi posta in un luogo dove non riceva luce artificiale e in un ambiente comunque illuminato da non più di otto ore di luce solare.

## Coltivazione

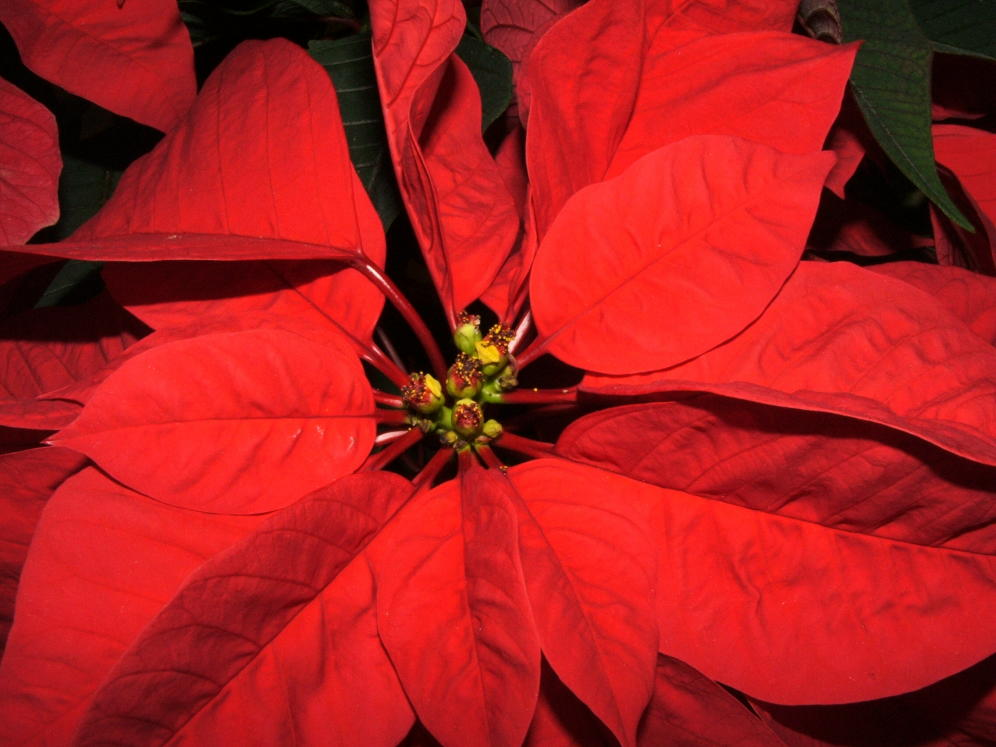

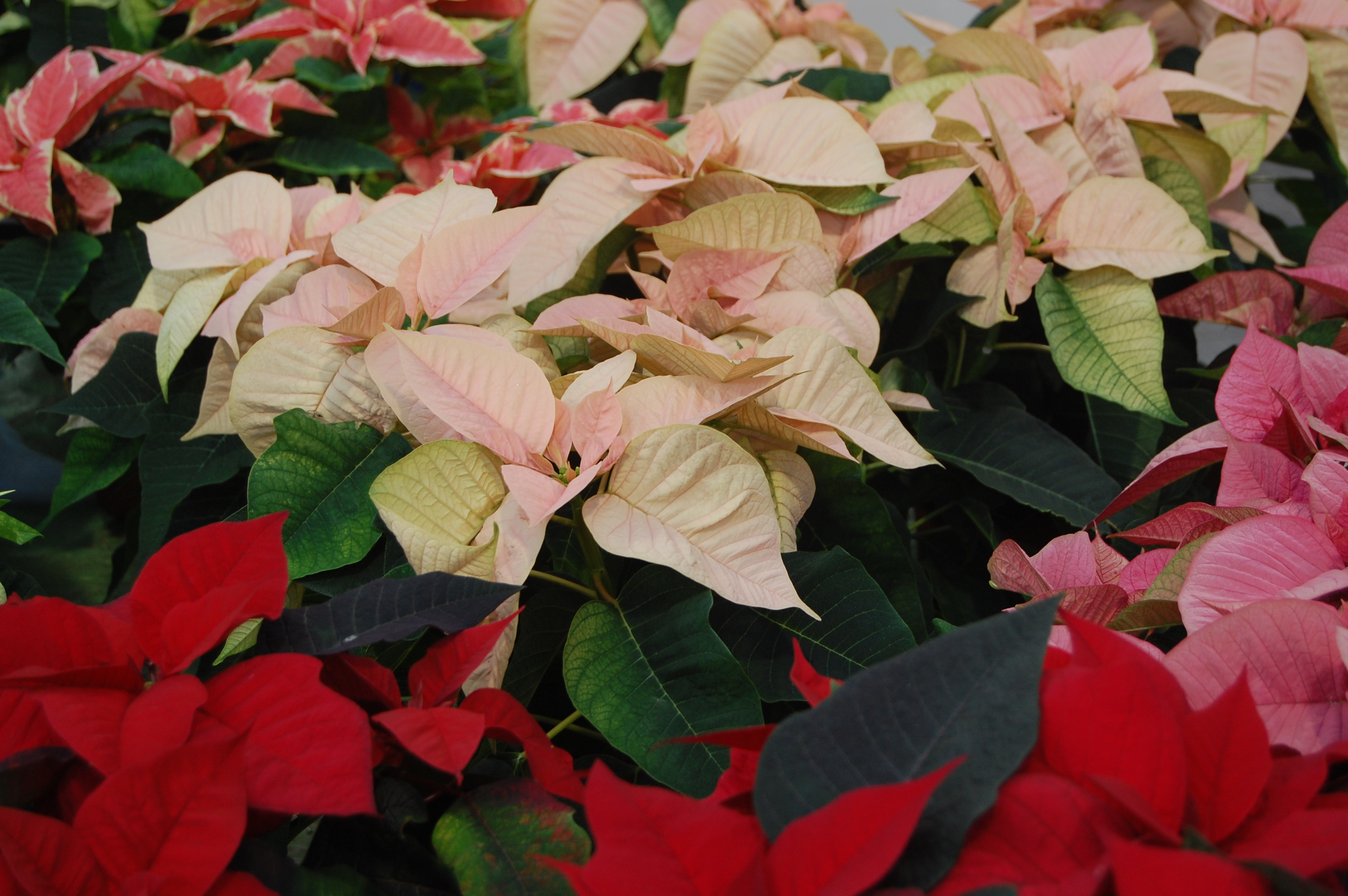

La sua coltivazione – praticata specialmente nelle aree più calde del Mediterraneo – richiede una temperatura tra i 14 e i 22 °C. Può vivere anche a temperature più basse, ma non sopporta il gelo. Va concimata, nel periodo invernale, almeno ogni quindici giorni con del potassio e del fosforo e innaffiata regolarmente quando il terreno risulta asciutto in superficie. In primavera va potata e rinvasata prestando molta attenzione al fusto e alle radici che sono molto delicati.
La Poinsettia è una pianta tipicamente natalizia: spesso, quando perde le foglie, viene buttata via; invece, se ha delle buone radici e viene posta in un luogo luminoso, lasciandola vegetare per tutta l'estate, a fine settembre – quando verrà riportata all'interno – riprenderà la sua fioritura. Durante il riposo estivo la si potrà tenere al sole, dopo averla fatta abituare con un'esposizione graduale in modo che la pianta non si ustioni, con innaffiature regolari da effettuare quando la pianta presenta le foglie flosce ma con qualche concimazione mensile.
La riproduzione della Poinsettia avviene in primavera per talea (avendo cura di usare una lametta anziché le forbici, in modo da evitare lo schiacciamento del ramo); la parte tagliata va posta poi in un bicchiere di acqua tiepida e lasciata radicare; quindi invasata.
La poinsettia è molto coltivata in Italia (nelle zone a vocazione floricola), anche se negli ultimi anni c'è stata una sensibile diminuzione a causa del costo del riscaldamento delle serre.
A livello mondiale è coltivata anche nei Paesi Bassi e negli Stati Uniti.